# Сапега, Иван Семёнович
Ива́н Семёнович Сапе́га (Ивашка Сапежич; около 1450 — 4 декабря 1517) — государственный и военный деятель Великого княжества Литовского. Писарь (с 1488) и маршалок господарский (с 1504), секретарь великий литовский (с 1506), воевода витебский (1508—1514) и подляшский (с 1514).
Основатель коданьской ветви рода Сапег, заложивший основы её владений. В 1504 году основал местечко Иказнь и Иказненский замок, а также местечко Кодань с замком. В результате русско-литовских войн лишился своих смоленских владений, но получил от великих князей литовских новые — на Браславщине, в Подляшье и Берестейщине.

## Биография
Представитель шляхетского рода Сапег герба «Лис», второй сын Семёна Сопиги, имел старшего брата Богдана.
Был послом в Москву в 1497, 1498 и 1499 годах, в Рим в 1501 году. Будучи в Риме, добился от папы утверждения в должности митрополита Иосифа Болгариновича и присоединился к Флорентийской церковной унии.
С 1501 года Иван занимал должность канцлера великой княгини Елены Ивановны. В 1502 году был послом к магистру Ливонского ордена, в 1503 — к великому князю московскому. В Москве заключил 6-летнее перемирие, завершившее русско-литовскую войну 1500—1503 годов.
При избрании великим князем Сигизмунда I в 1506 году титуловался секретарём великим литовским. В 1505 снова был послом в Москву, но продлить срок перемирия не удалось. С 1508 по 1514 годы был наместником новогрудским, с 1511 — воеводой. В 1508 году, будучи с посольством в Москве, заключил мир, завершивший русско-литовскую войну 1507—1508 годов.
В 1512 году вёл переговоры в Польше с коронной радой о помощи Великому княжеству Литовскому в войне с Москвой 1512—1522 годов. Участвовал в военной кампании 1514 года под руководством гетмана Константина Острожского. Командовал частью армии в битве на Березине 27 августа и в Оршанской битве 8 сентября 1514 года.

## Семья
Был дважды женат. Имя и происхождение первой жены не известно. Вторично женился на Елизавете Глебович (ум. 1548/1552), дочери маршалка господарского и воеводы полоцкого Станислава Глебовича (ум. после 1513) и Софии Корчевской.
Дети от первого брака:
- Павел Сапега (ум. 1579), воевода подляшский и новогрудский, староста браславский
- Михаил Сапега (ум. ок. 1540)
- Фёдор (Фредерик) (ум. ок. 1548), дворянин господарский
- Доброхна Сапега (ум. после 1528), жена каштеляна любельского Яна Тенчинского (ок. 1485—1553)
- Анна Сапега, жена староста черкасского и каневского Яна Немировича

После смерти своего мужа Елизавета Глебович вторично вышла замуж за маршалка надворного литовского и воеводу трокского Григория Остика (ок. 1470—1518/1519)